# ATP Challenger Oeiras-2
Das ATP Challenger Oeiras-2 (offizieller Name: Oeiras Indoor) ist ein seit 2023 stattfindendes Tennisturnier in Oeiras, Portugal. Es ist Teil der ATP Challenger Tour und wird in der Halle auf Hartplatz ausgetragen.

## Liste der Sieger

### Einzel
| Jahr     | Sieger               | Finalgegner          | Ergebnis       |
| -------- | -------------------- | -------------------- | -------------- |
| 2025 (3) | Alexander Blockx     | Liam Draxl           | 7:5, 6:1       |
| 2025 (2) | Aleksandar Kovacevic | Zsombor Piros        | 6:4, 7:64      |
| 2025 (1) | Hamad Međedović      | Liam Draxl           | 6:1, 6:3       |
| 2024 (2) | Leandro Riedi        | Martin Damm          | 7:66, 6:2      |
| 2024 (1) | Maks Kaśnikowski     | Gastão Elias         | 7:61, 4:6, 6:3 |
| 2023 (2) | Arthur Fils          | Joris De Loore       | 6:1, 7:64      |
| 2023 (1) | Joris De Loore       | Filip Cristian Jianu | 6:3, 6:2       |

### Doppel
| Jahr     | Sieger                             | Finalgegner                             | Ergebnis          |
| -------- | ---------------------------------- | --------------------------------------- | ----------------- |
| 2025 (3) | Liam Draxl Cleeve Harper           | Matwé Middelkoop Denys Moltschanow      | 1:6, 7:5, [10:6]  |
| 2025 (2) | Mili Poljičak Matej Sabanov        | Íñigo Cervantes Mick Veldheer           | 6:0, 6:1          |
| 2025 (1) | George Goldhoff Trey Hilderbrand   | Kaichi Uchida Denis Jewsejew            | 7:5, 2:6, [10:5]  |
| 2024 (2) | Karol Drzewiecki Piotr Matuszewski | Arjun Kadhe Marcus Willis               | 6:3, 6:4          |
| 2024 (1) | Jay Clarke Marcus Willis           | Théo Arribagé Michaël Geerts            | 6:4, 6:79, [10:3] |
| 2023 (2) | Sander Arends David Pel            | Patrik Niklas-Salminen Bart Stevens     | 6:3, 7:63         |
| 2023 (1) | Victor Vlad Cornea Petr Nouza      | Jonathan Eysseric Pierre-Hugues Herbert | 6:3, 7:63         |